# Bergpark
Ein Bergpark nutzt das natürliche Gefälle eines Hügels oder Berges, um eine Gartenanlage zu gestalten. Das häufigste Architekturmotiv ist eine lange Sichtachse, die vom Tal zur Bergspitze führt und oft mit einer markanten Kaskade geschmückt ist.

## Geschichte

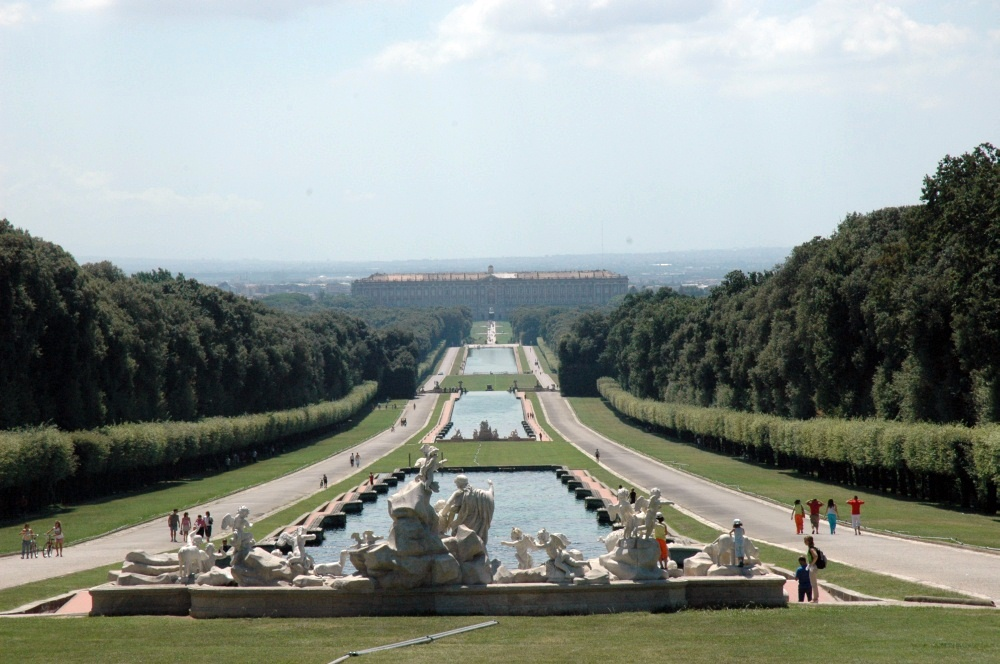
Caserta, Blick zum Schloss

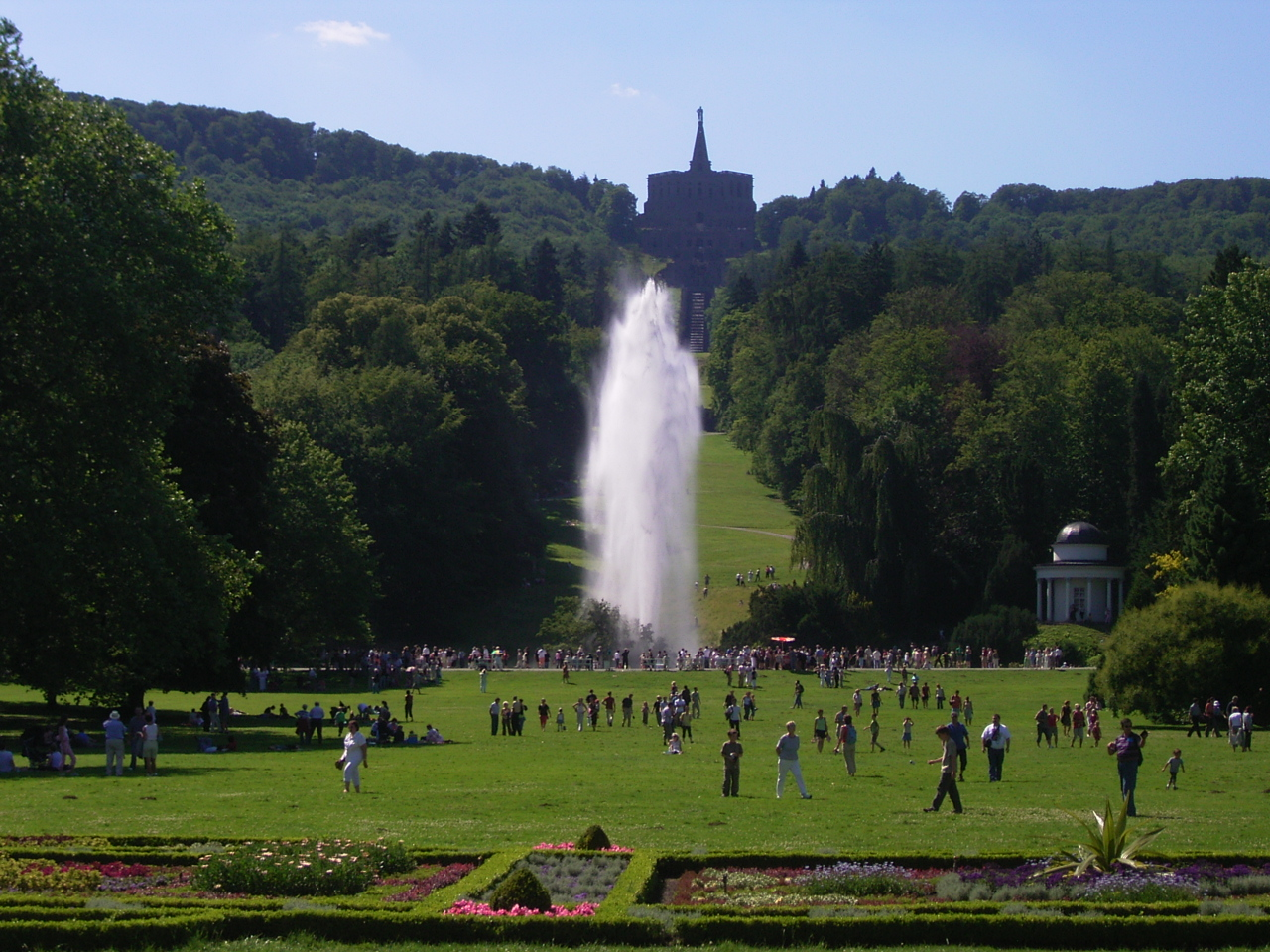
Kassel, Wilhelmshöhe, Blick zum Herkules

Bei einem Bergpark handelt es sich um eine Sonderform der Gartenkunst. In der Renaissance wurden die Hänge der italienischen Villen in die Gliederung der Parks und Gärten einbezogen und mit Terrassen, Freitreppen und oft mit Wasserfällen geschmückt.
Die größten Bergparks entstanden in der Barockzeit; obwohl die ersten französischen Barockgärten noch rein auf Fernsicht und Tiefe berechnet waren, widersprach das Konzept von Höhe und Weite eines solchen Bergparks nicht dem Verständnis der absoluten Fürsten und Berge wurden dabei, soweit vorhanden, bewusst integriert.
Bergparks bildeten sich als Sonderform der Schlossparks heraus und diesen oftmals monumentalen Gärten stand in der Regel ein ebenso mächtiges Schloss entgegen.
Auch die Landschaftsgärten des Klassizismus integrierten Hügel und Berge in ihre natürlich erscheinenden Gelände.
Die fortschreitende Industrialisierung zu Zeiten der Romantik und des Historismus führte zu einer Vielzahl mit kleinen Bergparkanlagen. Vielfältige Ursachen lagen u. a. in der Bodenverknappung, in neuen Techniken zur Bewässerung, in der Einfuhr exotischer neuer Gartenpflanzen sowie in dem Repräsentationsbedürfnis aufstrebender Bürgerschichten.

## Berühmte Bergparks
- Bergpark Wilhelmshöhe (2,4 km²), Kassel in Hessen
- Palast von Caserta (1,2 km²) in Italien
- Fürst-Pückler-Park Bad Muskau (8,3 km²) in der Lausitz (Teilpark)
- Schloss Linderhof (0,58 km²),[2] Oberbayern
- Bergpark Eppstein (0,1 km²), Eppstein im Taunus, Hessen
- Lousberg in Aachen
- Viktoriapark (10,4 ha), Berlin